# Jungfraubahnen

Tratě společnosti
Jungfraubahnen Holding AG

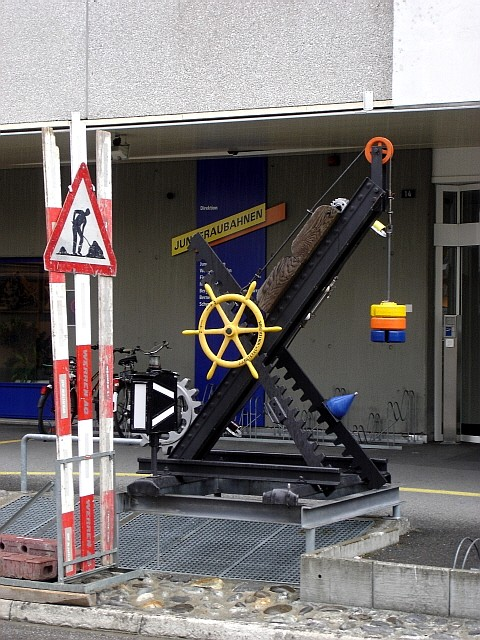
Plastika před sídlem Jungfraubahnen v Interlakenu ^{dopravní značka "práce na silnici" není součástí díla, ale nijak neruší dojem}

Jungfraubahnen je železniční společnost, která zajišťuje kolejovou a lanovkovou dopravu v oblasti Jungfrauregionu tzv. bernských Alp, kantonu Bern ve Švýcarku.
Společnost vznikla postupným slučováním několika místních železničních společností (viz dále) a to včetně lanovkových tratí. Sídlo společnosti je v Interlakenu.

## Jungfraubahn - dráhy

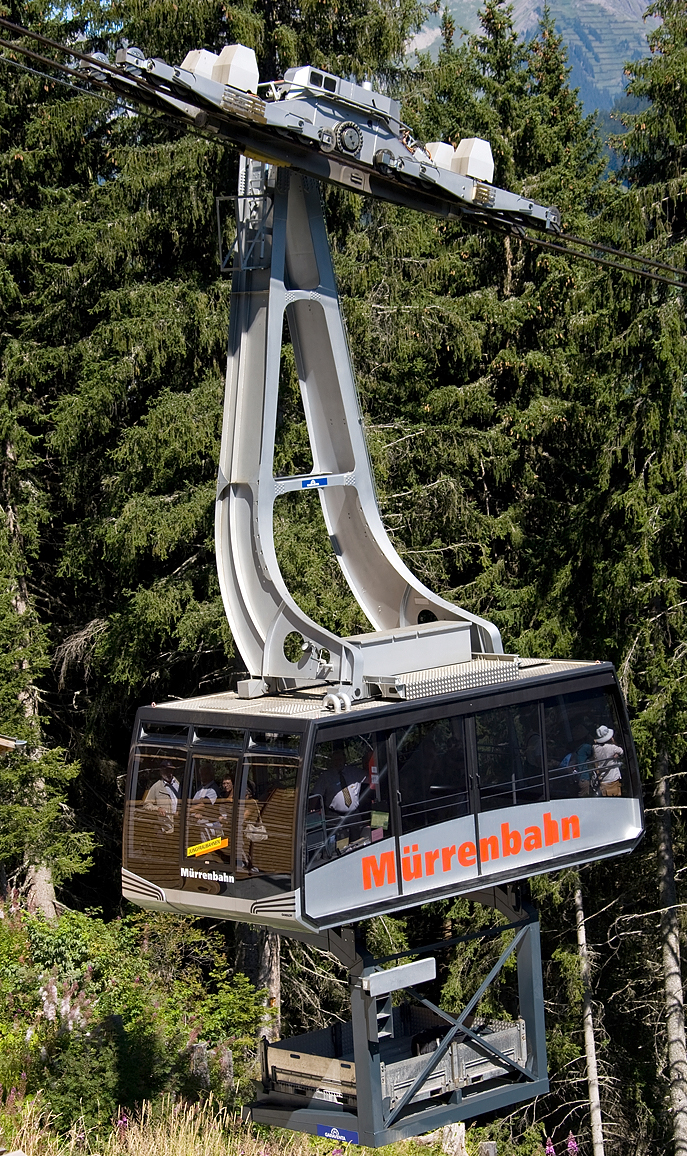
Lanovka (BLM)

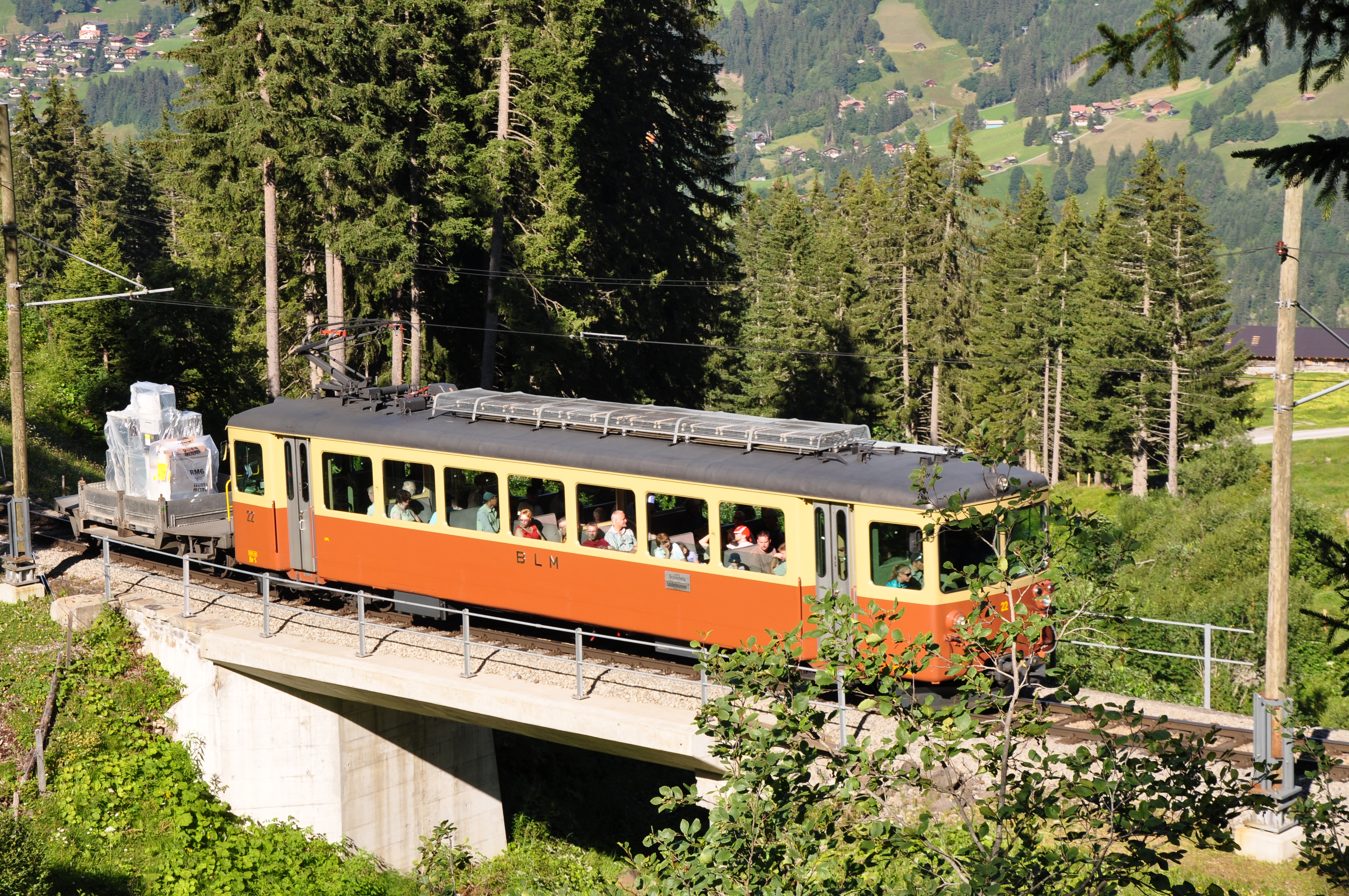
Mürren Bahn (BLM)

### Bergbahn Lauterbrunnen – Mürren (BLM)

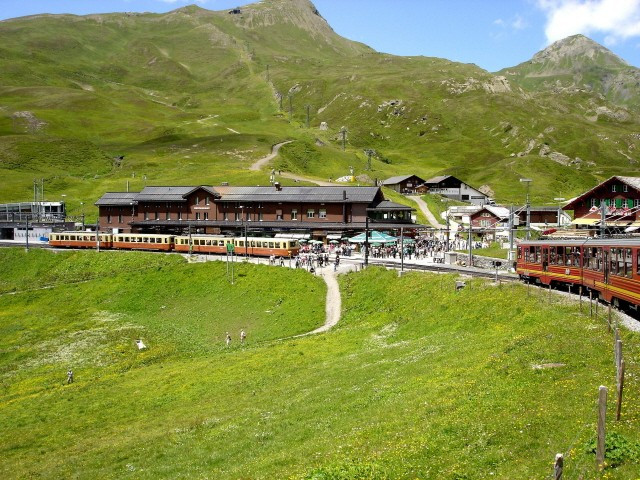
Kleine Scheidegg (JB/WAB)

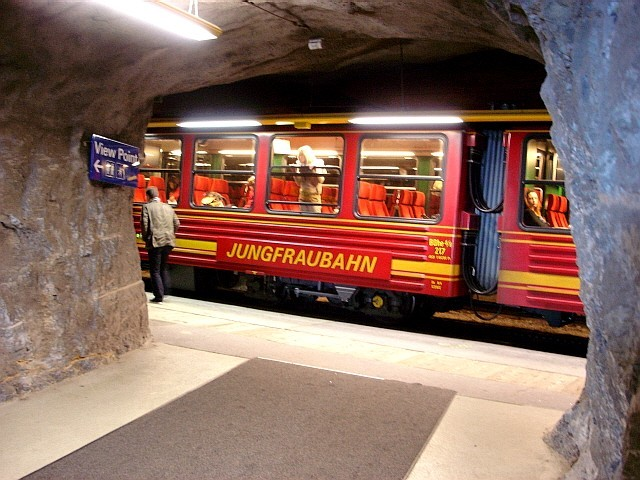
Jungfraubahn (JB)

Bergbahn Lauterbrunnen - Mürren: Lauterbrunnen - Grütschalp - Mürren používá kombinaci visuté lanové dráhy a adhezní dráhy. Původní horská dráha Lauterbrunnen – Mürren byla otevřena v roce 1891.
Od 16. prosince 2006 je v provozu modernizovaná lanovka, která překonává převýšení 685 metrů na Grütschalp. Kapacita lanovky je 100 cestujících na jednu cestu nebo 6000 kg nákladu. Doba jízdy je 4 minuty.
Na nádraží Grütschalp (1481 m n. m.) se mění dopravní systém z lanové dráhy na adhezní železnici (přestup a přeložení nákladu). Tento úsek cesty na Mürren přes alpské louky překonává dalších 147 metrů výškového rozdílu. Tato část slouží převážně pro osobní dopravu, nákladní vozy se připojují jen v případě potřeby. Mürren je nepřístupný pro automobilovou dopravu, takže tato dráha je obzvláště důležitá.
Doprava nákladu se provádí pomocí kontejnerů a moderním high-tech systémem pro překládání z lanovky na adhezní železnici.

### Jungfraubahn (JF)

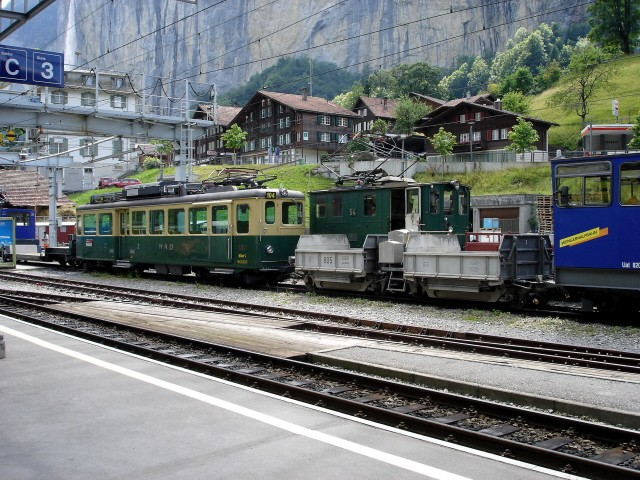
Wengernalp Bahn (WAB)

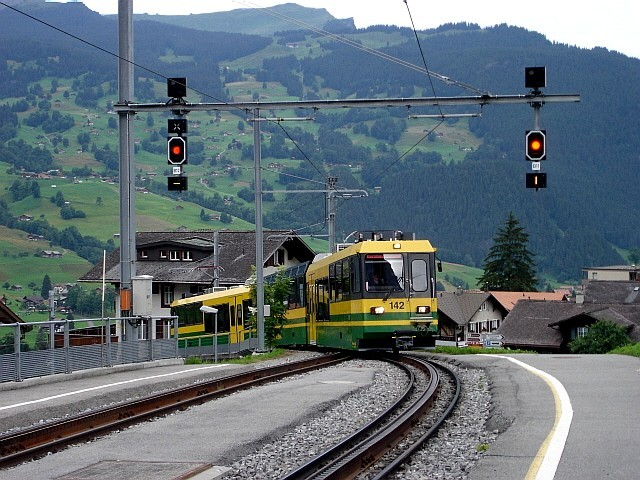
Wengernalp Bahn (WAB)

Jungfraubahn: Kleine Scheidegg - Jungfraujoch je označována jako průkopnická železnice v horských drahách, provoz byl zahájen v roce 1912, v následujícím roce pak veřejný provoz. Konečná stanice je umístěna ve výšce 3454 m n. m. (dva ražené nádražní sály) a je nejvýše položenou železniční stanicí v Evropě.
Železnice byla již od počátku plánovaná jako elektrická. Trakční napájení je 3× 1125 V AC, dvě fáze jsou vedeny v trolejovém vedení, třetí fáze je vedena kolejnicemi.
Nejzajímavější je 7 km dlouhý tunel ražený pod vrcholy Eiger a Mönch. Dvě tunelové stanice Eigerwand a Eismeer jsou umístěny v jeskyních, vytvořených odstřelem skalního masivu. Obě mají panoramatická okna, která poskytují nádherný pohled na Alpy.

### Wengernalpbahn (WAB)

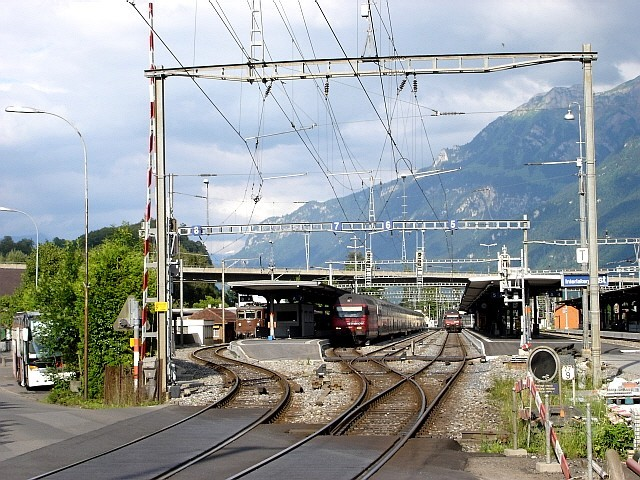
Interlaken Ost (BOB/WAB/ZB/SBB)

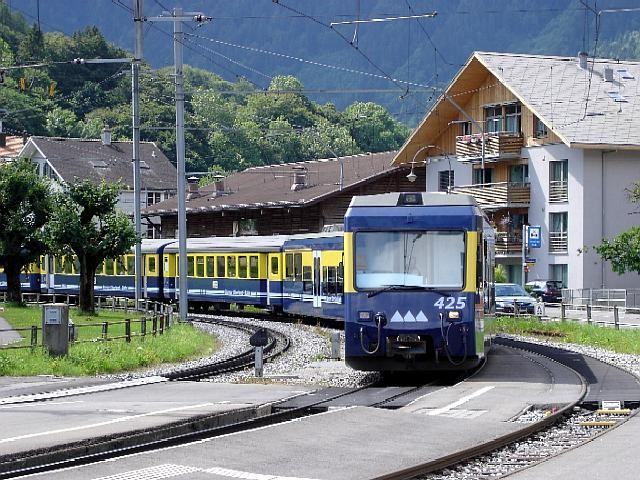
Bernese Oberland Bahn (B0B)

Wengernalpbahn: Lauterbrunnen - Wengen - Kleine Scheidegg - Grindelwald je světově nejdelší železnice s nepřetržitým ozubeným hřebenem, tedy nemá pouze adhezní úseky. Provoz na trati je řízen tak, aby bylo možno v případě potřeby rychle posílit počet souprav na trati podle provozní situace. Soupravy nejezdí přímo z jedné konečné stanice do druhé, ale s přestupem na Kleine Scheideggu.
Z bezpečnostních důvodů podle provozních předpisů musí být elektrický vůz vždy umístěn na dolním konci vlaku. Z tohoto důvodu nejezdí vlaky přes Kleine Scheidegg přímo a je zde nutný přestup. Z provozně-technologických důvodů je zde vybudován triangl (tesán ve skále u zastávky), kde je možno soupravu otočit a použít na druhé straně trati.
Nejvytíženější úsek železniční tratě je z Lauterbrunnen do Wengen, používá se k přepravě turistů, osobní dopravě i přepravě materiálu a zásobování.
Pro urychlení provozu na trati byly mezi Lauterbrunnen a Wengen vybudovány dvě tratě (nikoliv dvoukolejka), kdy byla jedna používána pro nákladní vlaky, druhá pro osobní. S nasazením moderních lokomotiv pro nákladní vlaky, které dosahují stejné rychlosti jako osobní, se druhá trať již používá minimálně.

### Bernese Oberland Bahn (BOB)

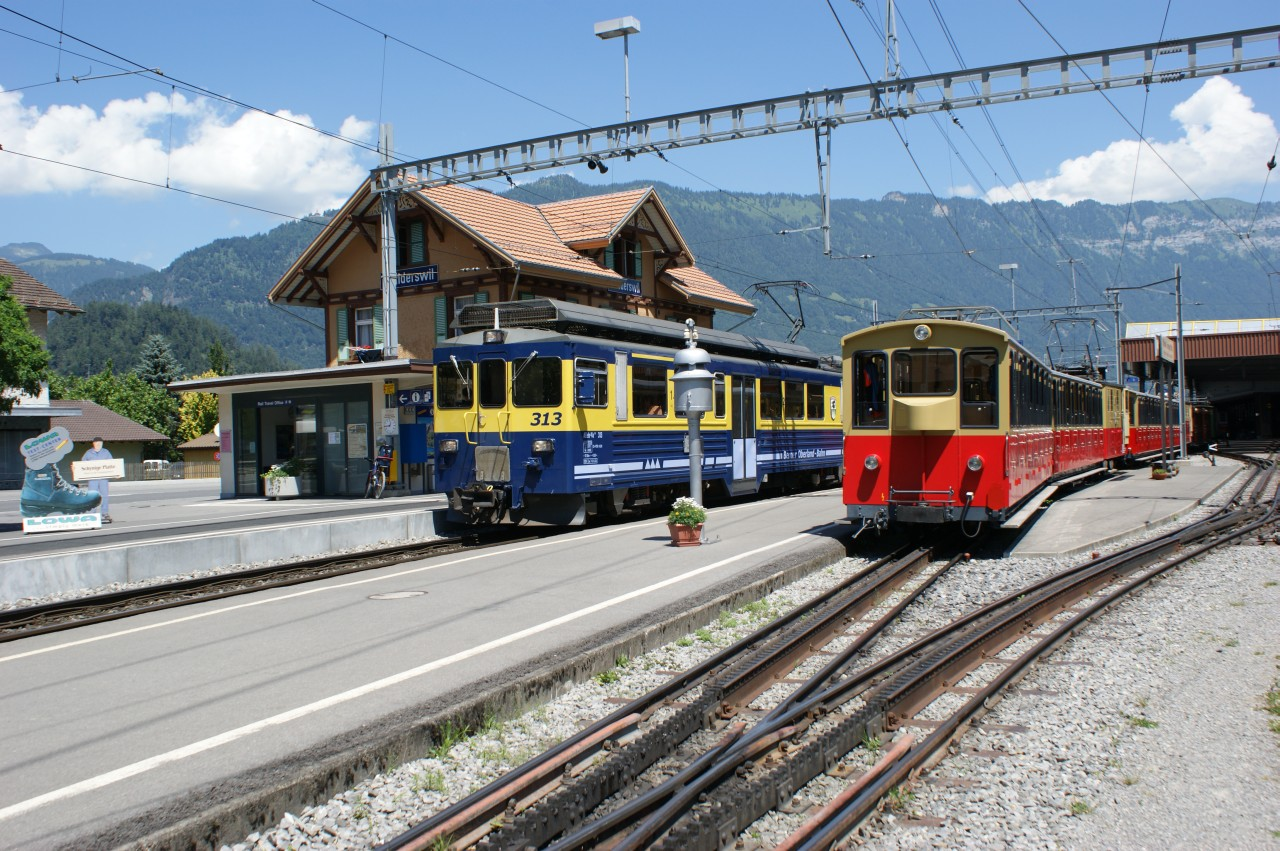
Wilderswil (SPB/BOB)

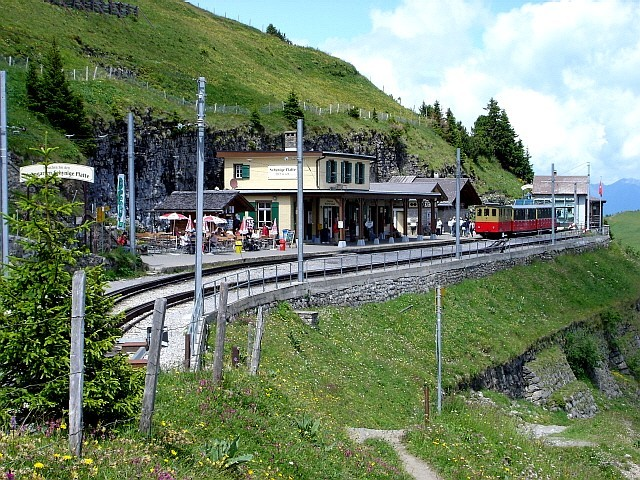
Schynige Platte Bahn (SPB)

Berner Oberland-Bahn: Interlaken Ost - Zweilütschinen - Grindelwald / Lauterbrunnen. Ze stanice Interlaken Ost vyjíždí jedna souprava do stanice Zweilütschinen, kde je rozdělena na část, která pokračuje Grindelwaldu, druhá pak Lauterbrunnenu.
Železnice byla zprovozněna v roce 1890, později v roce 1914 byla elektrizována. Pro značné zatížení v turistické sezóně byl v roce 1999 uveden do provozu dvojkolejný úsek délky 2,5 km mezi Zweilütschinenem a Wilderswilem. Toto umožňuje zvýšení kapacity tratě bez čekání ve stanicích. V roce 2005 byla trať vybavena novými nízkopodlažními jednotkami.
Berner Oberland-Bahn, je v současné době páteřní železnicí, která zajišťuje kyvadlovou dopravu do turistických center Eiger, Mönch a Jungfrauregionu.

### Schynige Platte Bahn (SPB)

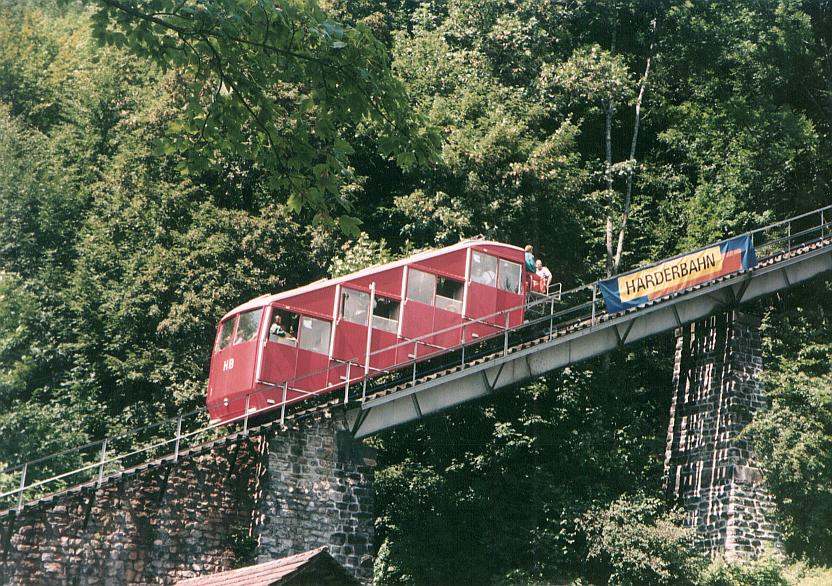
Lanovka (HB)

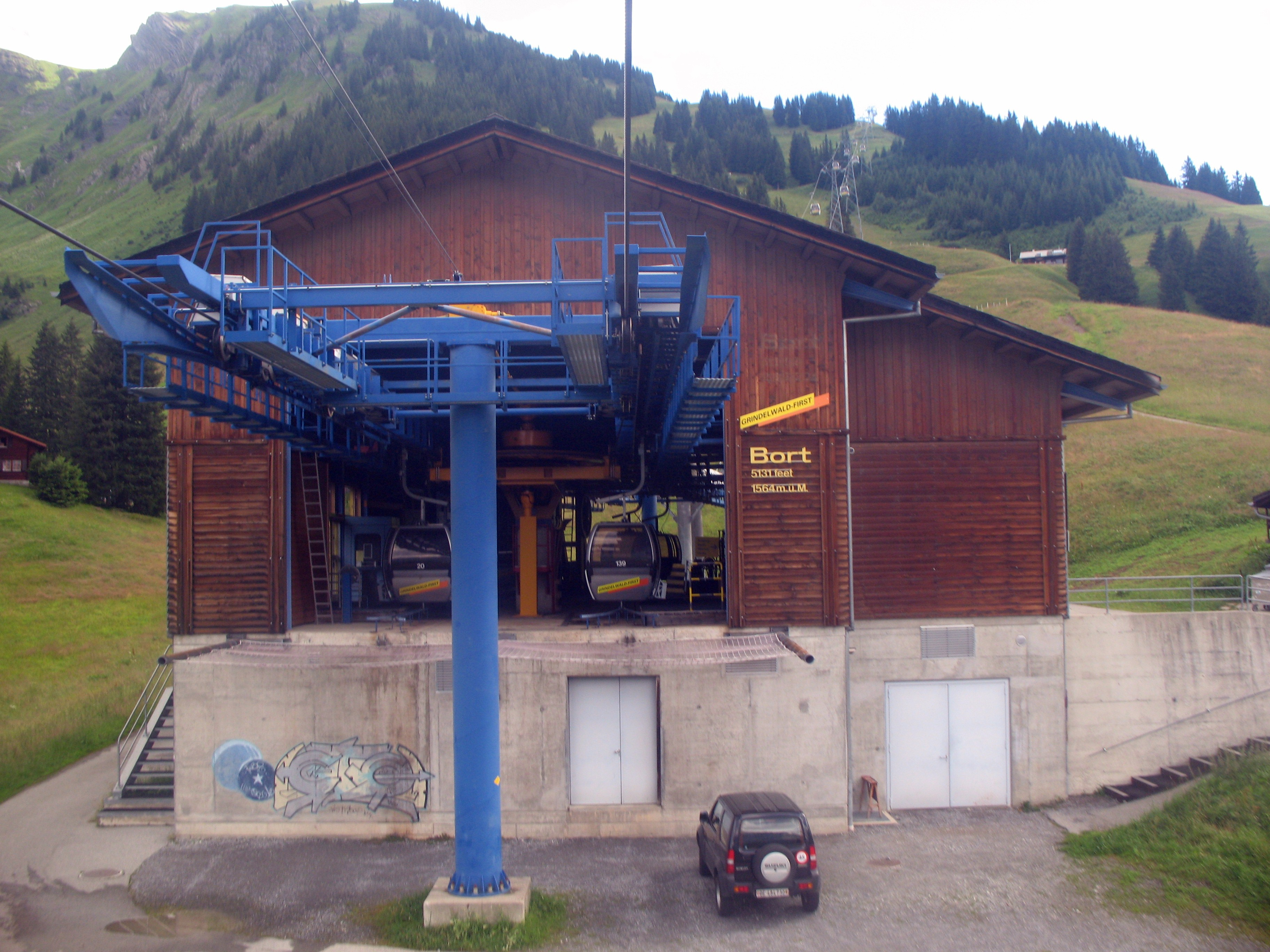
Firstbahn (FB)

Schynige Platte Bahn: Wilderswil - Schynige Platte je v provozu od 14. června 1893 a byla elektrizována v roce 1914. Z dolní stanice má železnice na vzdálenosti 7,255 km převýšení 1420 metrů. Trať je vedena po úbočí a poskytuje vynikající pohled na město Interlaken i obě jezera (Thunské jezero a Brienzské jezero).
První část cesty, je charakteristická pro alpské údolí, horské pastviny, lesy a jezera. Pak však přichází dramatická změna krajiny, ohromující pohled na lesknoucí se giganty Berner Oberland, impozantní vrcholky Eiger, Mönch a Jungfrau.
Na trati jsou ve službě lokomotivy a vozy, které předtím sloužily na Wengernalpbahn. Na trati je ve vybraných dnech možno vidět i parní stroje nasazované na nostalgické vlaky.

### Harderbahn (HB)
Harderbahn: Interlaken - Harder Kulm byla otevřena 15. května 1908. Trať lanovky je vedena tak, aby co nejméně zasahovala do krajiny, profil tratě opisuje kvadrantu, což je pro lanovky méně obvyklé.
Doba jízdy trvá jen 8 minut a lanovka při tom překoná převýšení 755 metrů na Harder Kulm. Z lanovky je krásný pohled na Interlaken, jeho okolí a jezera Thun a Brienz a potom na hluboká údolí a přes ně na Lütschinen a dále na velkolepé vrcholy Eiger, Mönch a Jungfrau. Lanovka prochází kolem Alpine Wildlife Park. V současné době je lanovka provozována již s novými vozy (na obrázku ještě původní vůz).

### Firstbahn (FB)
Firstbahn: Grindelwald - First je visutá lanovková dráha spojující Grindelwald a vrchol First severovýchodně od Grindelwaldu. Kapacita přepravy činí 1.200 osob za hodinu s použitím 6místných kabinek. Doba jízdy je 17 min. na vzdálenost 5.226 m s převýšením 1.104 m.

## Ostatní dráhy

Ostatní tratě v regionu

V regionu je několik dalších dopravních společností, které zajišťují dopravu v regionu (lanovky) nebo spojení se sousedními oblastmi. Tyto však nejsou sdruženy pod Jungfraubahnen.

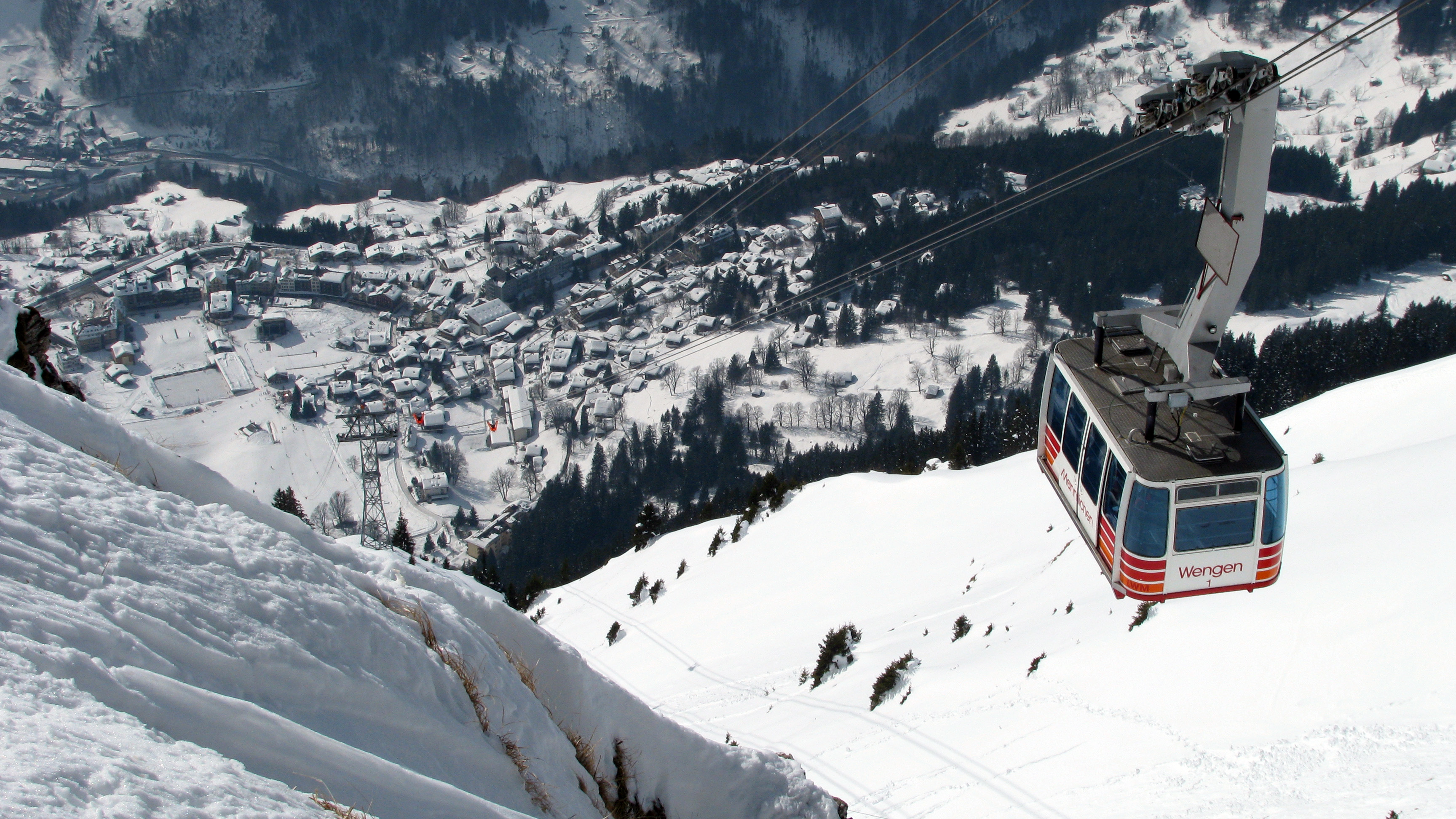
Luftseilbahn
Wengen-Männlichen

### Luftseilbahn Wengen-Männlichen (LWM)
Luftseilbahn Wengen-Männlichen (LWM): Wengen - Männlichen (kabinová lanovka), spojuje Wengen a Männlichen.

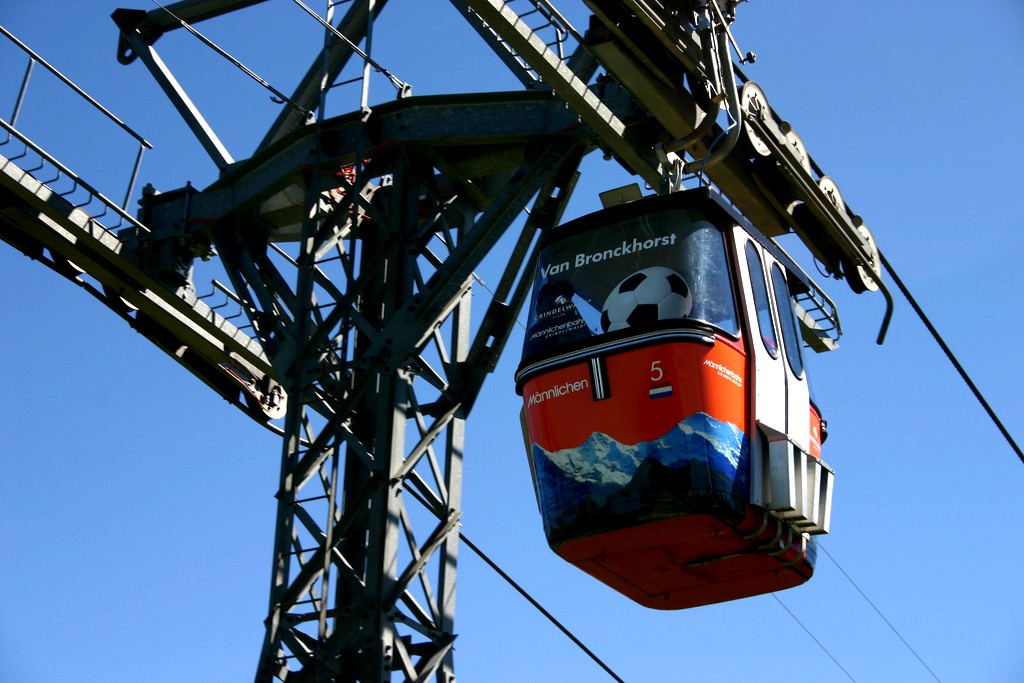
Gondelbahn
Grindelwald-Männlichen

### Gondelbahn (GGM)
Gondelbahn Grindelwald-Männlichen (GGM): Grindelwald - Männlichen (kabinková lanovka), spojuje Grindelwald Grund přes Holenstein se sedlem pod Männlichenem.

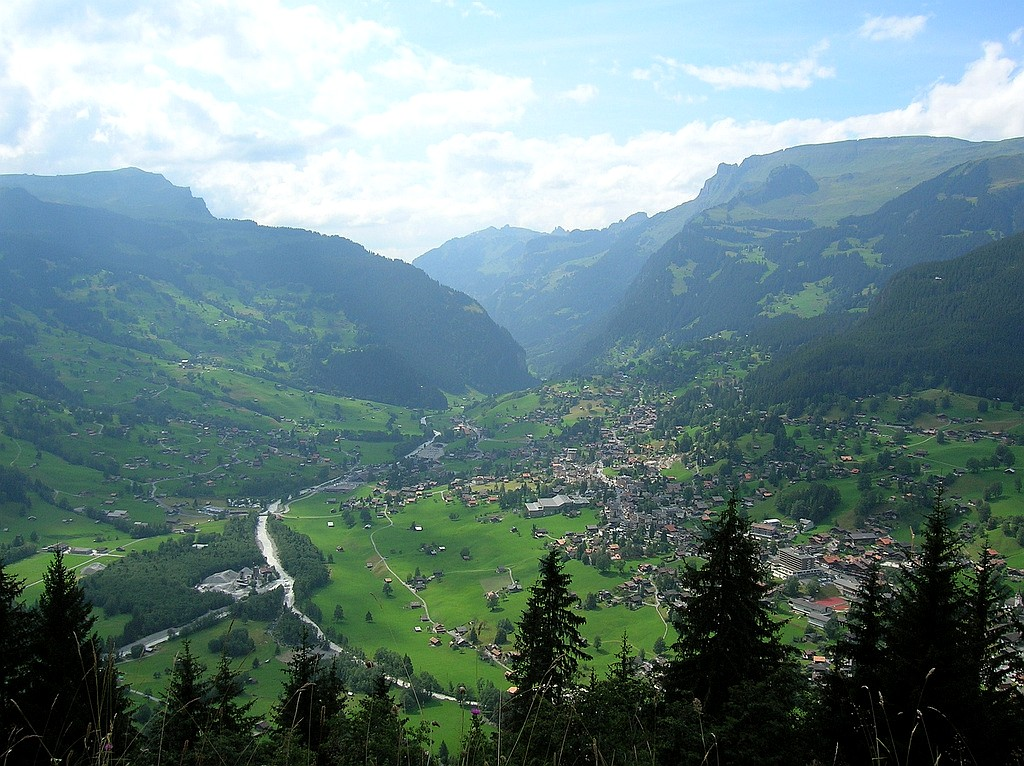
Pohled z Pfingsteggu

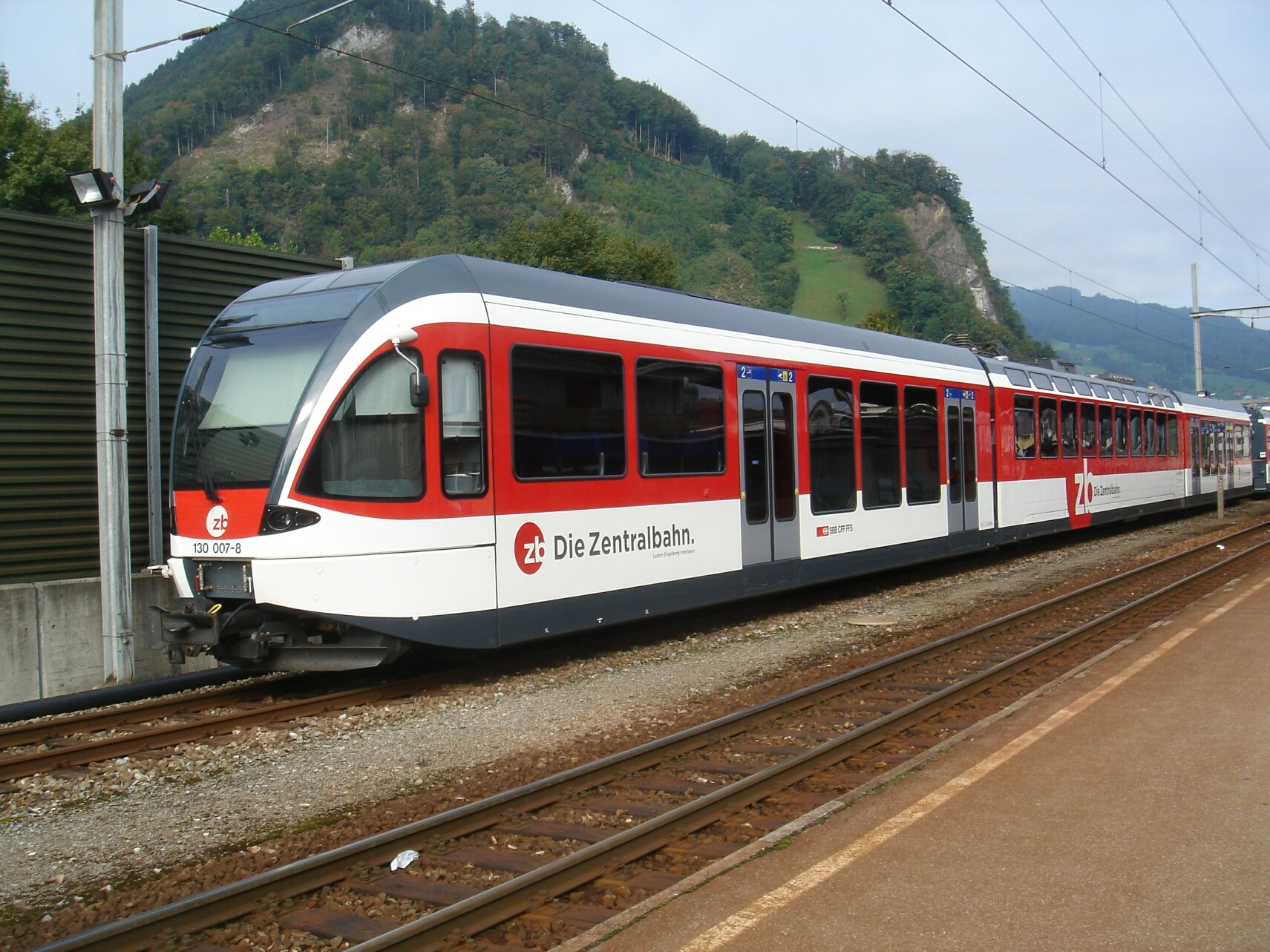
Zentralbahn

### GrindelwaldPfingstegg (GP)
GrindelwaldPfingstegg: (GP) Grindelwald - Pfingstegg (kabinová lanovka), spojuje výletní místo na úbočí hory Eiger nad Grindelwaldem ve výšce 1.391 m n. m.

### Zentralbahn (ZB)
Zentralbahn (ZB): Interlaken Ost - Brienz - Meiringen - Luzern, železniční společnost, která zajišťuje dopravu na dvou traťových větvích: jižní Luzern - Stans - Engelberg a jihozápadní Luzern - Meiringen - Interlaken Ost v centrálním Švýcarsku.

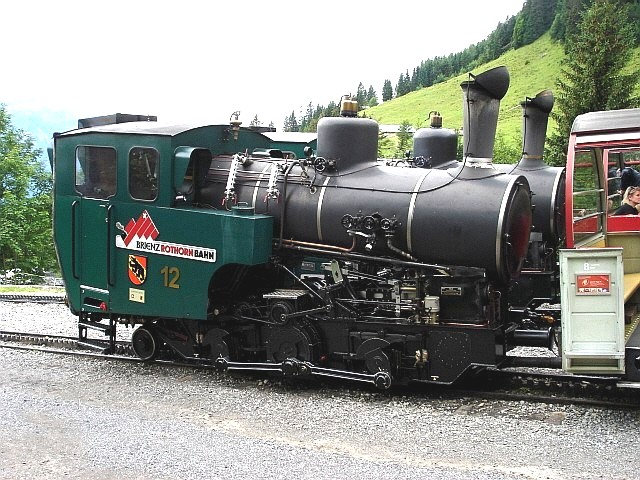
Brienz Rothorn Bahn

### Brienz Rothorn Bahn (RB)
Brienz Rothorn Bahn (RB): Brienz - Brienzer Rothorn. Železnice neprochází oblastí Jungfrauregionu ale její charakter je této oblasti podobný.

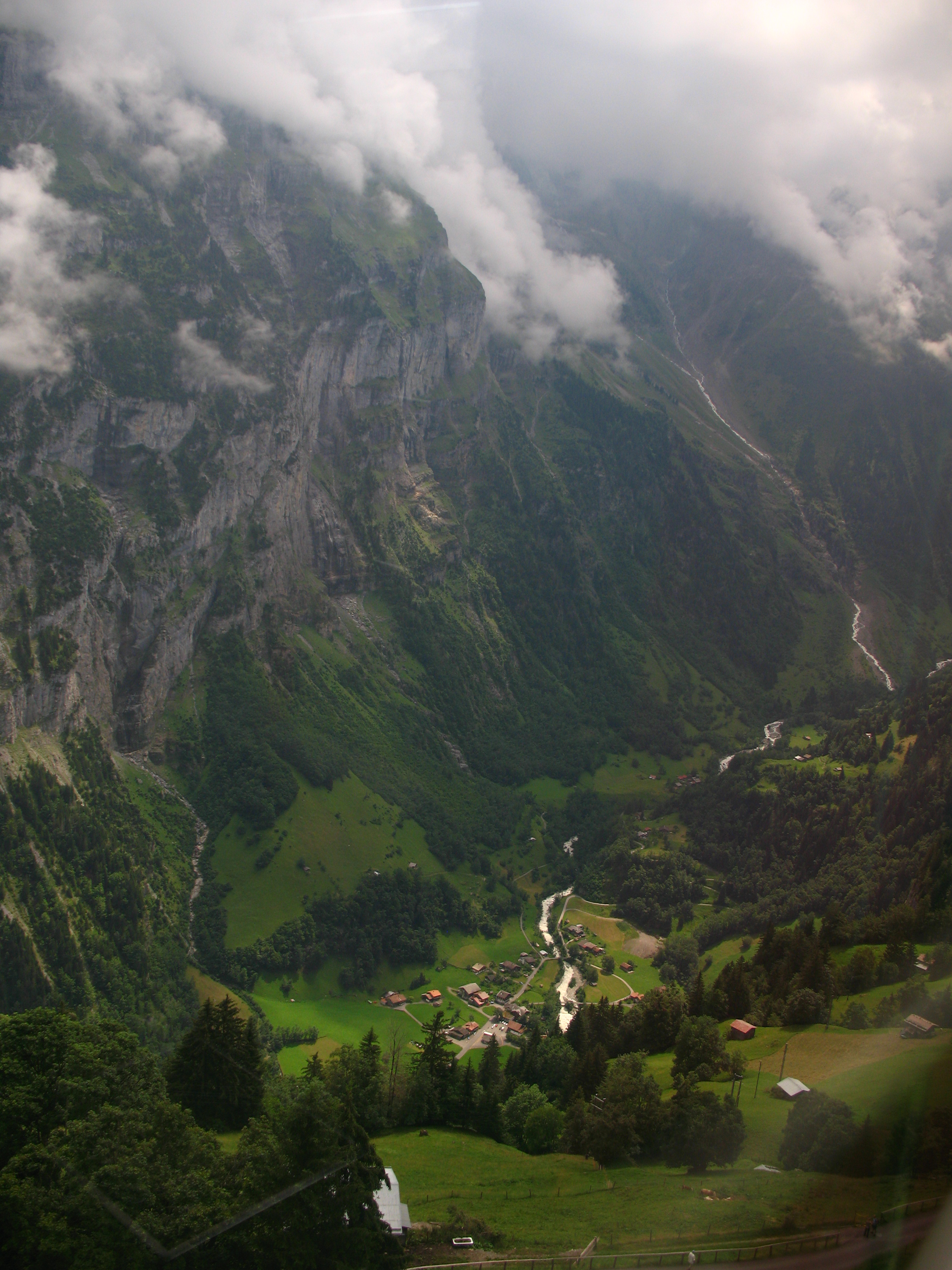
Pohled na Stechelberg

### Luftseilbahn Stechelberg-Mürren-Schilthorn (LSMS)
Luftseilbahn Stechelberg-Mürren-Schilthorn (LSMS): provozuje visuté lanové dráhy na trase Stechelberg – Mürren / Mürren – Schilthorn.

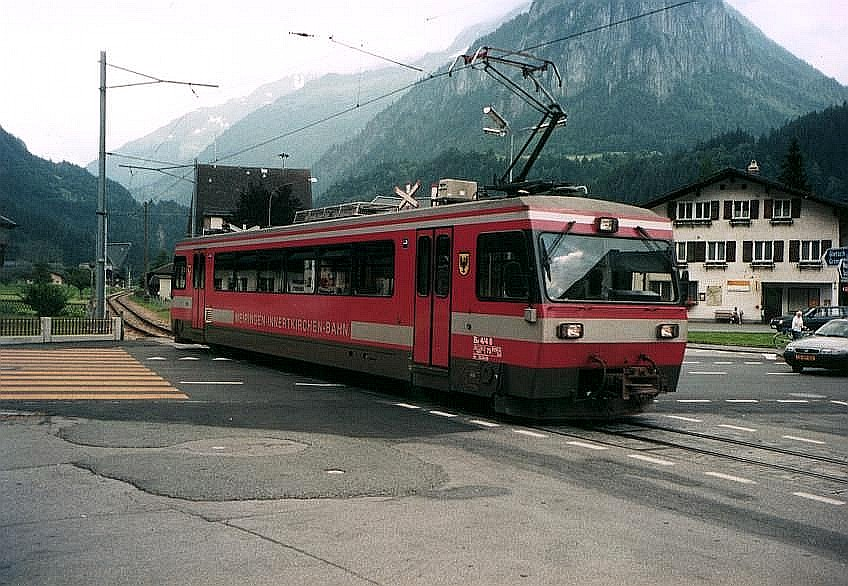
Meiringen-Innertkirchen Bahn

### Meiringen-Innertkirchen Bahn (MIB)
Meiringen-Innertkirchen Bahn (MIB): provozuje úzkokolejnou elektrifikovanou železnici mezi městečky Meiringen a Innertkirchen.

### Švýcarské státní dráhy SBB
Švýcarské státní dráhy (SBB): Interlaken Ost - Interlaken West - Spiez - Visp - Thun - Bern - ...